# 小鰭短吻獅子魚
小鰭短吻獅子魚，為輻鰭魚綱鮋形目杜父魚亞目獅子魚科的其中一種，分布於東北太平洋區，包括加拿大卑詩省及美國奧勒岡州外海海域，棲息深度1900-2818公尺，為深海底棲性魚類，體長可達15.3公分，屬肉食性，生活習性不明。

## 擴展閱讀
維基物種上的相關：小鰭短吻獅子魚